# Paek Min-sŏk
Paek Min-sŏk (* 1971 in Seoul, Südkorea) ist ein südkoreanischer Schriftsteller.

## Leben
Paek Min-sŏk wurde 1971 in Seoul, Südkorea geboren. Er debütierte 1995, als seine Erzählung Meine geliebte Candy (내가 사랑한 캔디) in einem Magazin veröffentlicht wurde. Seine Werke sind repräsentativ für die vorherrschende Ästhetik der koreanischen Literatur in der Mitte der 90er Jahre – die sogenannte Bizarre Literatur. Diese steht im Gegensatz zu den gesellschaftlichen Normen und anerkannten Systemen und stellt Seltsames und Grausames oftmals auf humorvolle Art und Weise dar. Paeks Werke zeichnen sich aus durch ihren hohen Grad an Fantasie und sind voller blutiger und grausamer Bilder. Er macht oft direkte Anspielungen auf das Bizarre, wie zum Beispiel in seinem repräsentativen Werk Die bizarre Geschichte vom Baumwollfeld (목화밭 엽기전). Aufgrund dessen werden Paeks Werke als Bizarre Literatur klassifiziert.
Die meisten seiner Hauptcharaktere sind Jungen. Selbst seine erwachsenen Charaktere verhalten sich meist wie Kinder. Der Protagonist von Die Farm der toten Eulen (죽은 올빼미 농장) zum Beispiel ist ein dreißigjähriger Mann, der nur mit Puppen redet. In diesen Werken suchen die Charaktere nach Wachstum und Entwicklung. Das letztliche Ergebnis jedoch ist meist weit entfernt davon, als natürliche Reife betrachtet werden zu können. Paek kritisiert mithilfe dieser Charaktere, die gegen die Flut ankämpfen, den Einfluss von Macht und hinterfragt das, was wir als Norm bezeichnen.
In dem Sammelband Der Laufbursche vom Landgut (장원의 심부름꾼 소년) tauchen außerdem immer wieder Geister auf, jedoch sind es nicht die Art von Geistern, wie sie in Märchen und Fantasieromanen auftauchen. Sie repräsentieren unsere alltägliche Realität und genau darin liegt der eigentliche Horror – erwachsen zu werden bedeutet, Mitglied einer verdorbenen Gesellschaft zu werden, weswegen die alltägliche, von Erwachsenen dominierte Realität an sich erschreckend ist.
2004 verkündete Paek, dass er mit dem Schreiben aufhöre; seitdem hat er sämtliche schriftstellerischen Aktivitäten eingestellt.

## Arbeiten
Quelle der Arbeiten:

### Koreanisch

#### Romane
- 헤이 우리 소풍간다 Hey, wir machen Picknick (1995)
- 내가 사랑한 캔디 Meine geliebte Candy (1996)
- 불쌍한 꼬마 한스 Armer kleiner Hans (1998)
- 목화밭 엽기전 Die bizarre Geschichte vom Baumwollfeld (2000)
- 죽은 올빼미 농장 Die Farm der toten Eulen (2003)
- 러셔 Rusher (2003)

#### Erzählungen
- 16믿거나말거나박물지 16 Geschichten vom Glaub-es-oder-nicht-Museum (1997)
- 장원의 심부름꾼 소년  Der Laufbursche vom Landgut  (2001)